# Parc d'État Telma Ortegal
Pour les articles homonymes, voir Ortegal (homonymie).

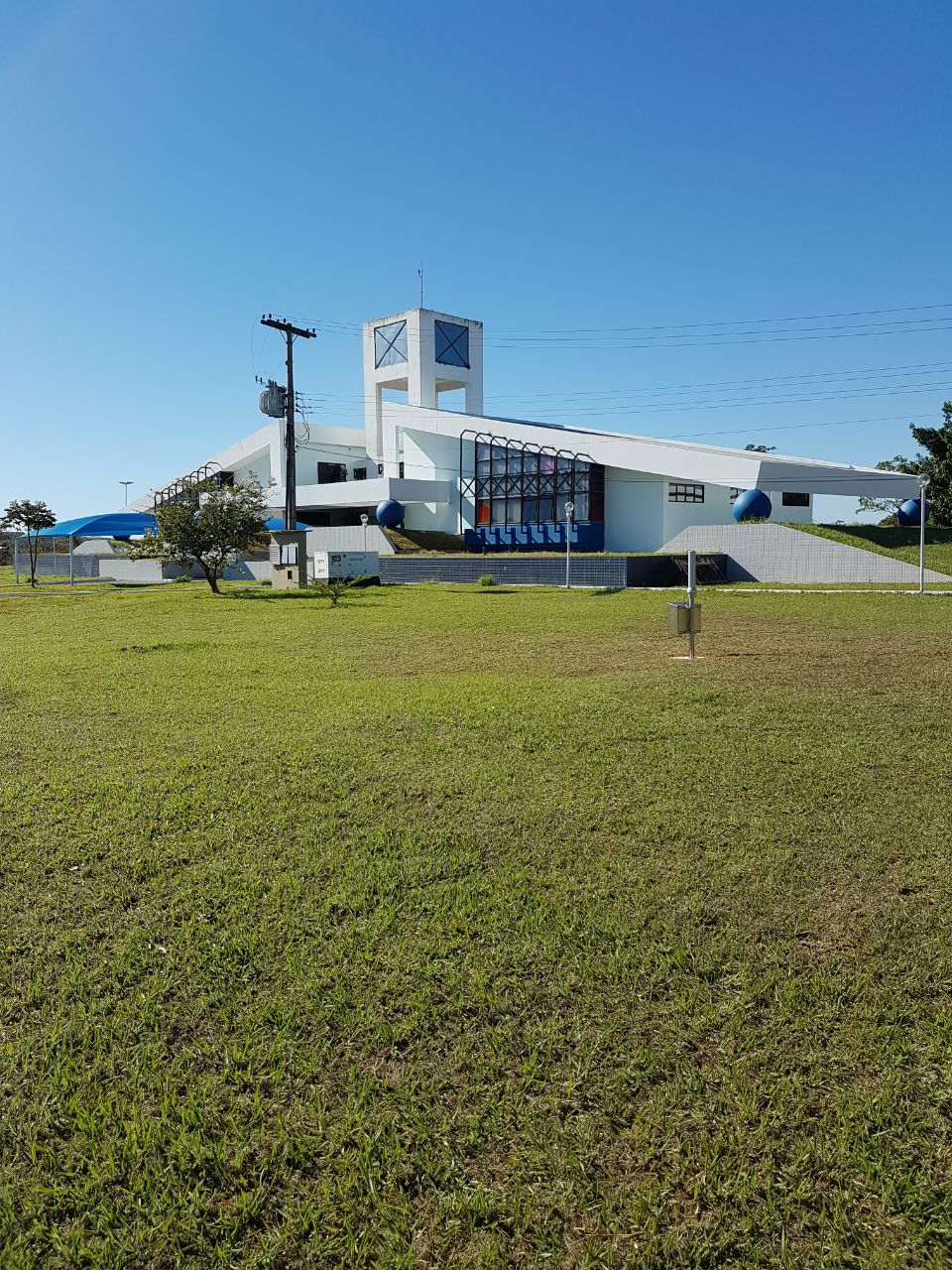
Centre d'information du parc d'État Telma Ortegal

Le Parc d'État (en) Telma Ortegal est situé dans l'État du Goiás, dans la commune de Abadia de Goiás. Il a été créé par la Loi, du 26 décembre 1995,. Il a une superficie de 165,9629 hectares. Sa création fait suite à l'accident nucléaire de Goiânia, pour répondre aux normes de préservation de l'environnement dans la zone entourant le stockage radioactif, recommandées par l'Institut brésilien de l'environnement et des ressources naturelles renouvelables, le National Nuclear Energy Commission (en) brésilien ainsi que le Conseil de l'environnement de État du Goiás. Le parc est soumis au régime spécial prévu par la loi de politique forestière n° 12.596 du 14 mars 1995 et par la résolution CEMAm n° 01/94.
Il est divisé en quatre zones :
- Zone primitive - une zone d'intervention humaine minimale, de seulement 4,99 hectares, où seules les activités de recherche sont autorisées.
- Zone d'utilisation intensive - où se trouvent la plupart des bâtiments destinés aux loisirs, le centre d'information et la tour d'observation.
- Zone d'utilisation spéciale - composée de laboratoires, de zones de stockage, d'administration, de maintenance et de services.
- Zone de récupération - dégradée par l'action de l'homme et où toute construction ou autre forme d'altération des conditions est interdite jusqu'à ce qu'elle soit totalement réhabilitée.